# Igor Sergeev
Igor Sergeev (oroszul: Игорь Сергеев (Igor Szergejev);Taskent, 1993. április 30. –) orosz származású üzbég labdarúgó, az élvonalbeli Pakhtakor Tashkent csatára. Magas és erős csatár, sokak szerint az üzbég labdarúgás egyik legnagyobb tehetsége.

## Pályafutása

### A válogatottban
2013. szeptember 10-én mutatkozott be az üzbég válogatottban a 2014-es világbajnoki selejtezőn Jordánia ellen. Első nemzetközi gólját 2013. október 15-én szerezte a 2015-ös Ázsia-kupa-selejtezőn, a Vietnám elleni 3–1-es győzelem során. Bekerült a 2015-ös Ázsia-kupára induló üzbég keretbe. Ezen a tornán három mérkőzésen lépett pályára, amelyeken egy gólt szerzett: Észak-Korea ellen.

## Statisztika

### A válogatottban
| Válogatott  | Év       | Mérk. | Gólok |
| ----------- | -------- | ----- | ----- |
| Üzbegisztán | 2013     | 4     | 2     |
| Üzbegisztán | 2014     | 10    | 2     |
| Üzbegisztán | 2015     | 10    | 5     |
| Üzbegisztán | 2016     | 11    | 1     |
| Üzbegisztán | 2017     | 7     | 0     |
| Üzbegisztán | 2018     | 1     | 0     |
| Üzbegisztán | 2019     | 7     | 3     |
| Üzbegisztán | 2020     | 3     | 2     |
| Üzbegisztán | 2021     | 5     | 0     |
| Üzbegisztán | 2022     | 8     | 2     |
| Üzbegisztán | 2023     | 4     | 1     |
| Üzbegisztán | 2024     | 2     | 1     |
| Üzbegisztán | 2025     | 2     | 1     |
| Összesen    | Összesen | 74    | 20    |

## Sikerei, díjai

### Klubcsapatokkal
Pakhtakor Tashkent
- Üzbég liga: 2012, 2014, 2015, 2019
- Üzbég liga ezüstérmes: 2011
- Üzbég kupa: 2011, 2019

Tobil Kosztanaj
- Kazak Premjer-liga: 2021

BG Pathum United
- Thai ligakupa: 2023–24